# Sar-e Pol (stad)
Sar-e Pol of Sari Pul (Perzisch: سر پل) is de hoofdstad van de Afghaanse provincie Sar-e Pol. In 2006 had de stad 24.900 inwoners.
Op 8 augustus 2021 werd Sar-e Pol ingenomen door de Taliban, die sindsdien de controle over de stad hebben.